# Terza Divisione (Libano)
La Terza Divisione (in arabo الدوري اللبناني الدرجة الثالثة‎?) è il terzo livello del campionato libanese di calcio. È controllata dalla Federazione calcistica del Libano (LFA).
Le 24 squadre che vi partecipano sono divise in 3 gruppi di 8 squadre ciascuno. Le squadre si affrontano due volte l'una con l'altra, una volta in casa e l'altra in trasferta, in un girone all'italiana. Le prime due classificate di ogni gruppo nella stagione regolare si qualificano ai play-off; le due squadre vincitrici di questi play-off si qualificano alla Seconda Divisione e sostituiscono le squadre retrocesse. D'altra parte, le ultime due classificate nella stagione regolare disputeranno i play-out, che decideranno quali due di queste quattro squadre saranno retrocesse nella Quarta Divisione.

## Le squadre

### Organico 2018-2019

#### Gruppo A
- Amal Maarake
- Bint Jbeil
- Harouf
- Nahda Ain Baal
- Riyadi Abbassieh
- Salam Tiro
- Taqadom Anqoun
- Okhwa Kharayeb

#### Gruppo B
- BFA Sporting
- Ahli Sarba
- Ittihad Haret Naameh
- Homenmen
- Irshad Chhim
- Shabab Majdal Anjar
- Sharq
- Wahda Marej

#### Gruppo C
- Ashbal Mina
- Amal Salam Zgharta
- Ansar Howara
- Noujoum Beirut
- Majd Tripoli
- Riada Wal Adab
- Shabab Tripoli
- Zamalek Beirut